# آکیهیرو ساتو (بازیکن فوتبال، زاده ۱۹۸۶)
آکیهیرو ساتو (ژاپنی: 佐藤 晃大؛ زادهٔ ۲۲ اکتبر ۱۹۸۶) یک بازیکن فوتبال اهل ژاپن است.
از باشگاه‌هایی که در آن بازی کرده‌است می‌توان به باشگاه فوتبال توکوشیما ورتیس و باشگاه فوتبال گامبا اوساکا اشاره کرد.